# Auditorium del Conservatorio Carlo Gesualdo da Venosa
L'Auditorium del Conservatorio Carlo Gesualdo da Venosa è una struttura appartenente all'omonimo conservatorio, situata nella città di Potenza, nel quartiere Poggio Tre Galli.
Si tratta di un notevole esempio di architettura postmoderna ed una delle più importanti opere realizzate dall'architetto Giovanni Rebecchini.

## Storia
La progettazione di massima ed esecutiva di un auditorium per il Conservatorio di Potenza venne affidata a Giovanni e Gaetano Rebecchini, il primo architetto ed il secondo ingegnere, dopo che si erano aggiudicati il primo posto nel concorso bandito dal Provveditorato regionale per le Opere Pubbliche, al quale parteciparono altri famosi architetti quali Franco Purini e Nicola Pagliara.
La costruzione durò dal 1983 al 1986 e pochi anni dopo, nel 1990, l'opera venne inserita, unica in Italia, nella lista dei 14 auditorium più belli al mondo all'interno del libro Auditoriums. Nel 1992 venne citata assieme al Ponte Musmeci come una delle costruzioni più interessanti del capoluogo lucano.
Attualmente la struttura è utilizzata sia per le attività del Conservatorio che per la fruizione di concerti: nel corso degli anni ha ospitato infatti le esibizioni delle migliori orchestre europee.

## Architettura
L’Auditorium, realizzato con elementi prefabbricati come da specifiche di concorso, consta di due parti fondamentali: la prima è l'edificio dell'Auditorium vero e proprio deputato ai concerti al chiuso, la seconda consta di un anfiteatro all'aperto. L'impianto architettonico di entrambe le parti è simmetrico rispetto ad un asse longitudinale che è ortogonale alle curve di livello.

### Auditorium
L'Auditorium è stato progettato traendo ispirazione dall'architettura delle basiliche medievali, in particolare a quella della chiesa collegiata di Sant Vincenç di Cardona in Spagna, volendo ispirarsi ai primi luoghi del medioevo europeo che storicamente ospitarono esecuzioni musicali. La platea ed il palcoscenico, separati dalla fossa d'orchestra, ma anche l'abside, alcuni dettagli della muratura dell'edificio, le campiture dei pilastri, i portali dell'atrio sono di chiara ispirazione medievale sia nella forma ma anche nel materiale utilizzato, ovvero il tufo squadrato. L'ispirazione al medioevo si trova anche nei percorsi laterali esterni utilizzati per gli ingressi di servizio e le uscite di sicurezza, che richiamano antiche mura difensive con torri, bastioni e ponti levatoi. Le pannellature prefabbricate delle pareti e del soffitto, che incorporano gli elementi fonoassorbenti, presentano un fondale realizzato di colore scuro, il che genera la sensazione visiva per gli spettatori di trovarsi in un luogo aperto notturno.

### Anfiteatro
L'Anfiteatro esterno e gli elementi di contorno conservano alcuni richiami medievali come il podio semicircolare, le colonne di tufo, il portico antistante la piazza che precede il teatro, le murature esterne. Accanto ad essi si trovano però caratteristiche più attuali come la trave reticolare che collega le torri di servizio, la pensilina a volta trasparente, la passerella sostenuta da tiranti. Il palcoscenico dell'Anfiteatro si rivolge direttamente verso il centro della città, mentre la gradinata dà ad esso le spalle. La parte esterna della struttura presenta, oltre all'Anfiteatro, due piazze pavimentate decorate con simboli che fanno riferimento al mondo della musica.